# Facepunch Studios
Facepunch Studios (popularmente conocido como Facepunch o FP) es una compañía independiente de desarrollo británica con sede en Walsall, Inglaterra y fundada oficialmente en marzo de 2009 por Garry Newman y Craig Gwilt. La compañía es principalmente conocida por su videojuego de tipo sandbox Garry's Mod y Rust, de tipo supervivencia.

## Historia
Facepunch Studios fue fundada por Garry Newman en junio de 2004 para el próximo lanzamiento de Facewound. Newman y sus colaboradores tenían la intención de usar este nombre de estudio en lugar de uno de sus nombres personales para parecer más profesionales. El nombre "Facepunch" vino de una lluvia de ideas de nombres para el juego Facewound, donde se requería algo "estúpidamente macho". Se eligieron dos nombres al final: Facepunch y Facewound. Facewound se usó para el juego, pero se consideró que Facepunch "sonaba demasiado divertido como para dejarlo morir", por lo que se usó como el nombre de la compañía.

### Garry's Mod
Garry's Mod comenzó como un modo Sandbox para jugar con el motor Source de Valve. No se considera realmente un videojuego, y más un Playground, el juego toma assets de juegos compatibles con el motor Source como Half-Life 2, Team Fortress 2, Portal, etc., y permite a los usuarios posarlos con diferentes herramientas ofrecidas por Garry's Mod. A diciembre de 2020, el juego ha vendido más de 18 millones de copias

### Rust
Rust es un juego de supervivencia multijugador en línea, basado en juegos como Minecraft y DayZ. El inicio de Rust se debió a la frustración de Facepunch con la jugabilidad de DayZ; heredando su cruel modelo de jugador contra jugador y los aspectos de creación y construcción de Minecraft. El gran concepto de Rust era desarrollar un juego en el que los jugadores pudieran moldear el entorno: cazar, recolectar, recolectar y saquear para sobrevivir; y los propios jugadores impidiendo o ayudándose mutuamente el éxito.
Aunque el juego ha sido criticado por ser demasiado brutal, Facepunch Studios ha insinuado que un marcador artificial, alentando a los jugadores a "jugar bien", sería en detrimento del juego: "No debería haber un sistema que obligue a la gente a sea bueno. Elimina mucha diversión del juego ".
Rust vendió más de 150.000 copias en sus dos primeras semanas. Garry's Mod, en comparación, solo vendió 34.000 en dos semanas. Para 2017, había vendido más de cinco millones de copias. El juego se lanzó oficialmente sin acceso anticipado en febrero de 2018. Facepunch dejó de vender la versión para Linux de Rust en julio de 2018 y oficialmente dejó de ofrecer soporte para ella en agosto de 2019.
Facepunch se asoció con el estudio de videojuegos Double Eleven en 2016 para comenzar a trabajar en una versión de consola de Rust. Los desarrolladores lucharon con el rendimiento y la optimización del juego debido a la diferencia entre el hardware de la PC y la consola. Se realizó una prueba beta de reserva entre el 23 de abril y el 6 de mayo de 2021, lo que permitió a los jugadores experimentar la versión de la consola antes de su lanzamiento esperado el 20 de mayo de 2021.
El juego tiene tres DLC de contenido adicionales para comprar, el "Instruments Pack", el "Sunburn Pack" y el "Voice Props Pack". El Instruments Pack se lanzó el 5 de diciembre de 2019, con una variedad de instrumentos para tocar en el juego. Los instrumentos son compatibles con dispositivos MIDI de la vida real, lo que permite a los jugadores grabar su música. Este fue el primer DLC de pago que Facepunch lanzó para Rust. Lanzado el 9 de julio de 2020, el Sunburn Pack otorga acceso a varias opciones cosméticas y de construcción para los jugadores. El Voice Props Pack, que se lanzó el 1 de julio de 2021, ofrece una variedad de elementos de temática disco, algunas capacidades de grabación de sonido y gestos de baile.

### Clatter
Clatter es un juego de estrategia de arena para un jugador y multijugador por turnos. En este juego uno contra uno, los jugadores se turnan para atacar al oponente con robots de batalla hasta que un lado se queda sin robots. El juego presenta una amplia gama de robots para elegir, cada uno con ataques, movimientos y diseño únicos. El juego se lanzó oficialmente el 10 de diciembre de 2018 en el mercado de Steam.

### S&box

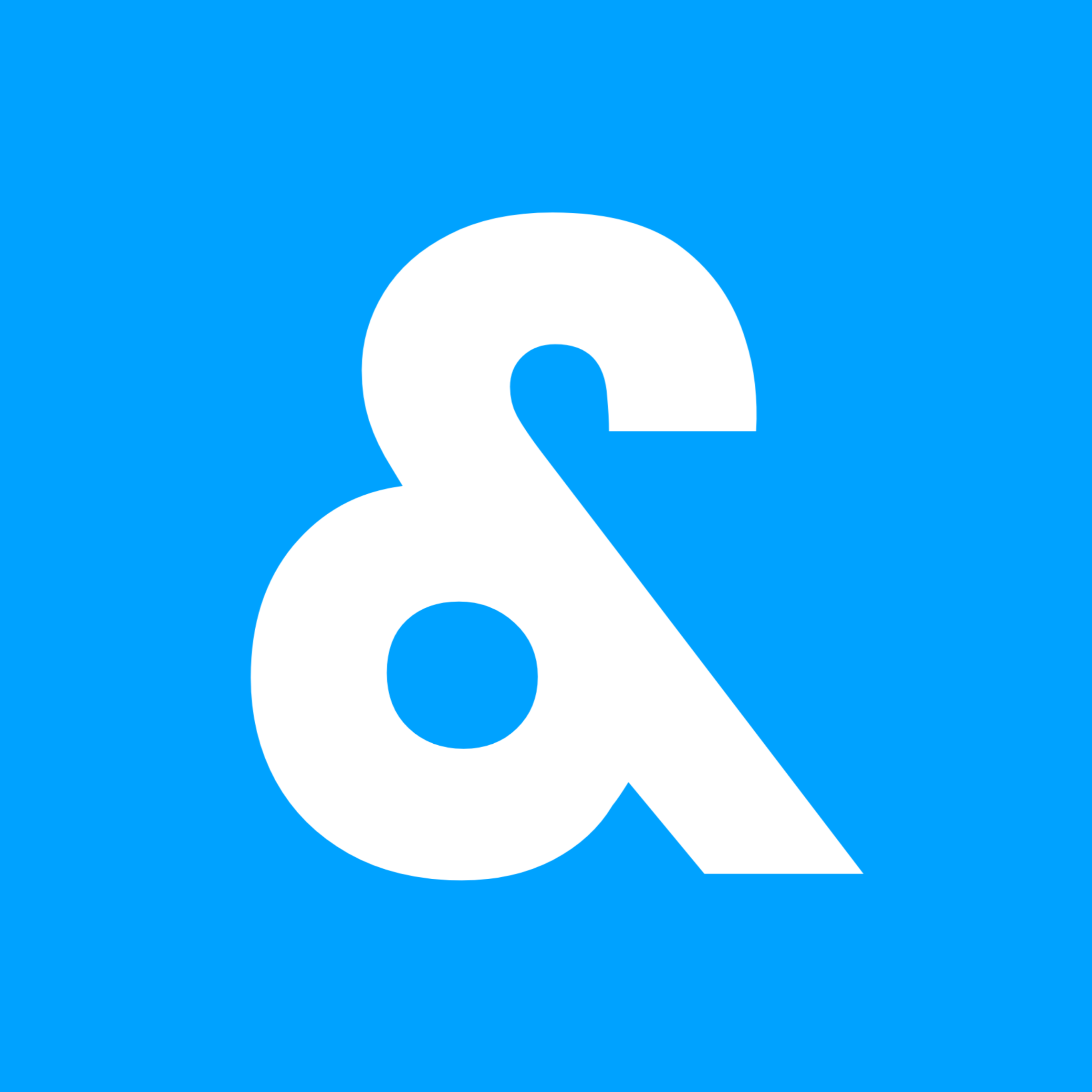
Logo de s&box

S&box es un sucesor espiritual en desarrollo de Garry's Mod. Newman dijo que Facepunch estaba trabajando en una secuela de Garry's Mod a finales de 2015 con un enfoque en la realidad virtual. Se anunció formalmente en 2017 como desarrollado en Unreal Engine 4, pero el desarrollo se detuvo en 2019 y luego se cambió al motor Source 2 de Valve en marzo de 2020. En el juego hay varios modos de juego creados por el usuario. Se planea un lanzamiento público para la segunda mitad de 2021, y algunas personas selectas ya han recibido el acceso anticipado a su versión beta cerrada.
En Sandbox, los jugadores pueden elegir entre muchos modos de juego similares a Garry's Mod. El juego usa C # como backend para complementos/modos de juego creados por el usuario.

## Juegos desarrollados
| Título                                                          | Año de publicación   | Género        | Plataforma                                        |
| --------------------------------------------------------------- | -------------------- | ------------- | ------------------------------------------------- |
| Garry's Mod                                                     | 2004                 | Sandbox       | Microsoft Windows, macOS, Linux                   |
| Rust                                                            | 2013                 | Supervivencia | Microsoft Windows, macOS, PlayStation 4, Xbox One |
| Clatter Archivado el 18 de abril de 2019 en Wayback Machine.    | 2018                 | Estrategia    | Microsoft Windows                                 |
| Chippy Archivado el 30 de diciembre de 2018 en Wayback Machine. | 2019                 | Disparos      | Microsoft Windows                                 |
| Sandbox                                                         | TBA (Por Anunciarse) | Sandbox       | Microsoft Windows                                 |

## Foros
Facepunch Studios tiene sus propios foros que contienen varias secciones, como secciones de noticias, de videojuegos no relacionados con Garry’s Mod, charlas generales, entre otros. También hay secciones de Garry's Mod y Rust para que las personas discutan sobre los juegos y consigan apoyo. En 2017, los foros se actualizaron con un nuevo sistema y un subforo para cada proyecto de la compañía.